# Argyrosticta rufobrunnea
Argyrosticta rufobrunnea là một loài bướm đêm trong họ Noctuidae.